# مارک کندی
مارک کندی (انگلیسی: Mark Kennedy؛ زادهٔ ۱۵ مهٔ ۱۹۷۶) بازیکن فوتبال اهل جمهوری ایرلند است.
از باشگاه‌هایی که در آن بازی کرده‌است می‌توان به باشگاه فوتبال ایپسویچ تاون، باشگاه فوتبال منچستر سیتی، باشگاه فوتبال لیورپول، باشگاه فوتبال کویینز پارک رنجرز، باشگاه فوتبال کاردیف سیتی، باشگاه فوتبال ولورهمپتون واندررز، باشگاه فوتبال ویمبلدون، باشگاه فوتبال میلوال، باشگاه فوتبال کریستال پالاس، و تیم ملی فوتبال جمهوری ایرلند اشاره کرد.
وی همچنین در تیم‌های ملی فوتبال ۱۷ و ۲۱ سال جمهوری ایرلند بازی کرده‌است.